# Renée Hudon
Renée Hudon, née le 14 juin 1942 à Québec où elle meurt le 20 septembre 2023, est une animatrice, intervieweuse et chroniqueuse culturelle canadienne. 
Elle travaille durant 40 ans à la radio et à la télévision de Radio-Canada. Elle œuvre au théâtre, en  littérature, est conférencière et maître de cérémonie: elle anime congrès et colloques. Sa contribution à la vitalité de la langue française est reconnue et soulignée par l'attribution de plusieurs prix et distinctions.

## Biographie
Renée Hudon naît à Québec le 14 juin 1942 dans la Paroisse Saint-Martyr Canadiens. Dès son jeune âge, elle étudie au Conservatoire Francis-Sinval, où on lui enseigne le ballet et la diction. Plus tard, elle poursuit une formation en art dramatique au Conservatoire d'art dramatique de Québec obtenant un diplôme en interprétation en 1962. Elle poursuit également des études de pédagogie à l'Université Laval.

### Carrière

#### Tournage avec Alfred Hitchcock
Âgée de dix ans, Renée Hudon obtient un rôle dans un film d'Alfred Hitchcock : I confess (La loi du silence), réalisé en 1952, première production hollywoodienne tournée à Québec. Elle est choisie avec Carmen Gingras, et les deux fillettes québécoises maîtrisant l'anglais rencontrent Hitchcock pour le tournage du film. Seules les scènes extérieures du film sont tournées dans la vieille capitale, les scènes intérieures sont tournées dans les studios d'Hollywood, offrant aux deux fillettes la découverte de ce quartier de la ville de Los Angeles au mois d'octobre 1952,.

#### Carrière radiophonique et télévisuelle
En 1962, Renée Hudon commence à la radio, et à la télévision sur Télé-4 et ensuite à Radio-Canada. Elle épouse l'agent des relations extérieures, le journaliste Michel Auger en 1964 dont elle a trois enfants (dont Valérie et Eric). Son père adoptif, Félix J. Auger, est secrétaire de la Commission des champs de bataille, en fonction à Québec. 
Elle est lectrice de nouvelles, intervieweuse, animatrice d'émissions culturelles et d'affaires publiques durant plus de quarante ans. À la radio comme à la télévision, Renée Hudon réalise des entrevues avec des acteurs, réalisateurs, chanteurs, écrivains, musiciens et chefs d’orchestre français de renom, de passage à Québec (Charles Aznavour, Georges Brassens, Juliette Gréco, Yves Montand, Philippe Noiret, Charles Trenet, Jean-Louis Trintignant, etc.).

#### Formation en communication orale
Durant trente ans, Renée Hudon œuvre dans la formation à la communication en public. D'abord au Collège des animateurs radio télévision, à l'École de diction et de communication orale, et chez Richard Thibault Communications. 
Par la suite, en 2004, elle fonde avec sa fille, Valérie Auger-Hudon, l'entreprise de formation en communication orale Renée Hudon Parole Publique,. Elle dispense aussi cet enseignement à l'Université Laval.

#### Autres fonctions et occupations
Renée Hudon siège régulièrement à titre de jury pour l’attribution de prix dans les domaines culturel et social. Elle siége aux conseils d’administration de l’Orchestre symphonique de Québec, de l’Opéra de Québec et du théâtre jeunesse Les Gros Becs.  
De 1998 à 2008, elle est présidente du conseil d’administration du Salon international du livre de Québec. Elle est porte-parole de l’Association des femmes entrepreneures de Québec de même que de l'organisme Écoute secours (aide aux personnes souffrant d’isolement social).  
Durant dix années à la présidence du conseil d’administration du Salon international du livre de Québec, elle collabore avec le Consulat général de France à Québec et les maisons d’édition françaises, permettant la venue d’écrivains français à titre d’invités d’honneur dont: Paule Constant, Laure Adler, Daniel Pennac, Claude Duneton, Annie Ernaux, Andrei Makine, Henriette Walter, Régine Deforges, Alain Rémond, Alexandre Jardin, Éric-Emmanuel Schmitt, Marc Lévy, Philippe Besson, Michel Winock, Didier Cornaille, Ève de Castro et Alain Demouzon... 
Elle met à profit son savoir-faire acquis en art dramatique pour jouer dans quelques films et pièces de théâtre. Son amour et sa maîtrise de la langue française l'incitent à donner naissance à quelques œuvres littéraires. En 2012, elle est reçue à l'Académie des Grands Québécois.

### Mort
Renée Hudon meurt à Québec le 20 septembre 2023 d'une maladie dégénérative à l'âge de 81 ans.

### Vie privée
Son conjoint est le géographe soviétologue Henri Dorion, fils de l'ancien secrétaire d'État du Canada Noël Dorion.

## Théâtre
- Les Belles-sœurs, Michel Tremblay[6]
- Dialogue des Carmélites, Georges Bernanos[6]
- Topaze, Marcel Pagnol[6]
- Histoires de femmes, Robert Harling (en)[10]

## Filmographie
- I confess (en français La Loi du silence) d'Alfred Hitchcock, 1952[6]
- Le Confessionnal, de Robert Lepage, 1995[6]

## Œuvres littéraires
- Jeanne à jamais, pièce de théâtre présentée au Théâtre du Trident en 2004[6]
- À qui la petite fille?, 2010, Éditions de l'Homme, récit autobiographique, 168 p.,  (ISBN 9782761927864)

## Baladodiffusion (podcast)
- Les secrets de famille de Renée Hudon, un balado d'ICI Radio-Canada Première, (mai 2019) réalisé par ICI Québec[11].

## Prix, distinctions et hommages
- Prix Femme de mérite en communication, décerné par la YWCA de Québec, (2002)[8]
- Chevalier de l'ordre des Arts et des Lettres de la République française, (2007)[6]
- En 2008, elle est parmi les 400 femmes à qui l'on rend hommage dans le cadre de l’événement Hommage aux femmes à l'occasion du quadricentenaire de la ville de Québec[8]
- Chevalier de l'Ordre national du Québec, (2010)[5]
- Chevalière de l’Ordre de la Pléiade de l’Assemblée parlementaire de la Francophonie[8]
- Grande Québécoise 2012 dans le secteur culturel[8]